# Sultanato de Fadli
O Sultanato de Fadli (em árabe: سلطنة الفضلي; romaniz.: Salṭanat al-Faḍlī) foi um dos nove cantões que assinaram, originalmente, os acordos de proteção com o Império Britânico no final do século XIX, tornando-se parte do Protetorado de Adém. Foi um dos membros fundadores da Federação dos Emirados Árabes do Sul em 1959, e de sua sucessora, a Federação da Arábia do Sul, em 1963. A capital do sultanato era a cidade de Zinjibar, e seu território incorporava a região vizinha de Abyan. O último sultão, Huceine Saíde Fadli, foi deposto e o estado foi abolido em 1967, com a fundação da República Popular do Iêmen do Sul. Atualmente faz parte da República do Iêmen.